# Novo Selo (gmina Kupres)
Novo Selo (cyr. Ново Село) – wieś w Bośni i Hercegowinie, w Republice Serbskiej, w gminie Kupres. W 2013 roku liczyła 119 mieszkańców.